# قطانقو
قطانقو هي قرية في مقاطعة هشترود، إيران. عدد سكان هذه القرية هو 141 في سنة 2006.